# Peter Jelito
Peter Jelito auch: Peter von Brünn, Peter Gelyto, Peter Wurst, tschechisch: Petr Jelito (* zwischen 1320 und 1330 in Nieder-Johnsdorf (Janovičky) bei Landskron; † 12. Februar 1387 in Olmütz) war Bischof von Chur, Bischof von Leitomischl, Erzbischof von Magdeburg und Bischof von Olmütz.

## Herkunft und Ausbildung
Peter Jelito entstammte vermutlich einer Bauern- oder niederen Adelsfamilie und wuchs in Ungarn auf. Nach dem Studium in Bologna, Perugia und Rom promovierte er zum Dr. iur. und war anschließend von 1352 bis 1355 „Auditor causarum“ an der päpstlichen Kurie, Kanzler und Hofmeister des Herzogs Albrecht von Österreich und Propst von Eisenburg in Ungarn.

### Bischof von Chur
Papst Innozenz VI. ernannte ihn am 10. Juni 1356 zum Bischof von Chur, wo es Peter durch Kontakt zum Tiroler Fürstenpaar schon bald gelang, die Churer Fürstenburg zurückzugewinnen. Neben seinen Diözesanaufgaben verfolgte er auch politische und gesellschaftliche Ziele. 1358 konnte er ein Schutzbündnis mit Österreich abschließen, und 1360 den Herzögen von Österreich das Hochstift (ohne die Fürstenburg) auf acht Jahre verpfänden, wodurch er zusätzliche Mittel für seine Lebensführung gewann. Da die bischöflichen Untertanen (Gotteshausleute) fürchteten, Peter Jelito würde alle seine Besitzungen gegen eine Rente an das Haus Habsburg übertragen, bildeten sie 1367 den sogenannten Gotteshausbund, der sich der Vereinigung der Drei Bünde anschloss.
Da er in Chur nur selten residierte, bestellte er weltliche Pfleger für das Hochstift. Dadurch kam es 1367 zu Streitigkeiten mit dem Domkapitel, das sich auf die Seite der Stände stellte, die eine Mitbestimmung bei der Ernennung der Pfleger verlangten. Peter gab zwar dieser Forderung nach, betrieb jedoch anschließend seine Versetzung auf ein böhmisches Bistum.

### Bischof von Leitomischl
1368 begleitete Peter Kaiser Karl IV. nach Rom und wurde am 9. Juni des Jahres vom Papst auf den Leitomischler Bischofsstuhl transferiert, wo er nach seiner Ankunft Vermögensstreitigkeiten zwischen dem Domkapitel und dem Kloster Podlažice beilegen musste. Während seiner Amtszeit gründete er 1371 in Landskron das Augustiner-Chorherrenstift, das er mit einer Stiftung versah. Auf der Prager Kleinseite erwarb er für das Bistum ein Haus, dessen Kapelle von Augustinereremiten betreut wurde.

### Erzbischof von Magdeburg
Obwohl Peter am 13. Oktober 1371 als Erzbischof nach Magdeburg transferiert worden war, konnte er dort erst nach längeren Verhandlungen mit den Ständen am 26. Januar 1372 einziehen. Unter seiner Regierung konnte das Erzstift 1372 Hadmersleben und Schönebeck sowie 1373 Wanzleben erwerben. Im selben Jahr gründete Peter das Stift St. Gangolf an der Magdeburger erzbischöflichen Sankt-Gangolfi-Kapelle, der er 1377 ein Grundstück am Domplatz schenkte. Nachdem es 1376 zu Streitigkeiten mit den Städten Magdeburg und Halle und 1378 zu solchen mit dem Domkapitel kam, bemühte sich Peter nach dem Tod von Johann Očko von Wlašim um den Prager Erzbischofsstuhl, blieb jedoch erfolglos, weil er nicht den geforderten Adelstitel besaß und zudem Gerüchte über seine Lebensführung gestreut wurden.

### Bischof von Olmütz
Nachdem Peter 1381 auf das Erzbistum Magdeburg resignierte, ernannte ihn Papst Urban VI. auf Empfehlung Wenzels IV. und einvernehmlich mit dem Domkapitel zum Bischof von Olmütz. Es kam jedoch zu einem Konflikt mit den Markgrafen Jobst und Prokop, die noch zu Lebzeiten des Bischofs Johannes von Neumarkt den Bischofsstuhl für ihren Bruder Soběslav sichern wollten.
Da die wirtschaftliche Lage des Bistums und des Domkapitels schwierig war, bestimmte der Papst 1386, dass die Propstei und der Dekanatsposten von Kremsier künftig nur an einen Olmützer Domherren vergeben werden dürfen. Peter bemühte sich um eine wirtschaftliche Konsolidierung des Bistums, unterstützte Klöster und stellte Mittel für die Anschaffung kirchlicher Gerätschaften bereit.
Nach seinem Tod wurde er in der Kirche des Augustinerchorherren-Klosters in Landskron beigesetzt, das er 1371 gestiftet hatte.